# Smelterville
Smelterville és una població dels Estats Units a l'estat d'Idaho. Segons el cens del 2000 tenia 651 habitants.

## Demografia
Segons el cens del 2000, Smelterville tenia 651 habitants, 308 habitatges, i 165 famílies. La densitat de població era de 785,5 habitants/km².
Dels 308 habitatges en un 21,4% hi vivien nens de menys de 18 anys, en un 38,3% hi vivien parelles casades, en un 8,8% dones solteres, i en un 46,4% no eren unitats familiars. En el 37,7% dels habitatges hi vivien persones soles el 16,6% de les quals corresponia a persones de 65 anys o més que vivien soles. El nombre mitjà de persones vivint en cada habitatge era de 2,11 i el nombre mitjà de persones que vivien en cada família era de 2,75.
Per edats la població es repartia de la següent manera: un 21,2% tenia menys de 18 anys, un 8,6% entre 18 i 24, un 27,6% entre 25 i 44, un 24% de 45 a 60 i un 18,6% 65 anys o més.
L'edat mediana era de 39 anys. Per cada 100 dones de 18 o més anys hi havia 106 homes.
La renda mediana per habitatge era de 21.908 $ i la renda mediana per família de 30.341 $. Els homes tenien una renda mediana de 26.029 $ mentre que les dones 16.250 $. La renda per capita de la població era de 14.572 $. Aproximadament el 15,5% de les famílies i el 22,4% de la població estaven per davall del llindar de pobresa.

## Poblacions més properes
El següent diagrama mostra les poblacions més properes.